# Vincent Maraval
Pour les articles homonymes, voir Maraval (homonymie).
Vincent Maraval, né en juillet 1968, est un producteur français.
Il est l'un des fondateurs de la société de distribution et de ventes internationales Wild Bunch. Il y occupe également le poste de directeur des ventes internationales.

## Carrière
Vincent Maraval commence sa carrière au département vidéo d'UGC avant de travailler chez TF1 puis chez Studio Canal. Au sein de cette entité, il crée le label Wild Bunch pour promouvoir le cinéma d'auteur. Il quitte Canal+ en 2002 au moment de l'arrivée de Jean-Marie Messier.
Il est à l'origine de l'implication d'Harvey Weinstein dans la promotion du film The Artist de Michel Hazanavicius : c'est lui qui l'invite, en mars 2011, à voir un film sans préciser de quoi il retourne.
En décembre 2012, il suscite une polémique en publiant, dans le quotidien Le Monde, un article dans lequel il soutient que les acteurs français sont trop payés. Dans son analyse, il avance que les films à grands budgets français ne sont pas financés grâce aux recettes du cinéma mais grâce à l'argent des chaînes de télévision et que c'est uniquement grâce à cet argent que les acteurs français peuvent obtenir des salaires aussi élevés. Son analyse provoque de nombreuses réactions dans le milieu du cinéma comme celle de Jean-Michel Frodon qui dément en partie le propos tout en reconnaissant certains effets pervers dans le système de financement du cinéma français et celle de Serge Toubiana qui déplore le manque de nuance du propos de Maraval et craint que son texte ne conduise à remettre en cause le système de financement du cinéma français,,. De son côté, Jean-Philippe Tessé note que « le pavé dans la mare jeté par Vincent Maraval n'a pas fini d'éclabousser », mais que « l'angle d'attaque de Maraval, laissant entendre que l'État déverse des millions pour enrichir quelques nantis, a entraîné le débat sur une fausse piste ».
Dans le film It Must Be Heaven (2019) d'Elia Suleiman, Vincent Maraval apparaît dans le rôle d'un producteur de cinéma renonçant à financer le film.

## Filmographie partielle

### En tant que producteur
- 2001 : Bully de Larry Clark
- 2002 : La Cité de Dieu de Fernando Meirelles
- 2003 : À cinq heures de l'après-midi de Samira Makhmalbaf
- 2008 : The Wrestler de Darren Aronofsky
- 2009 : Looking for Eric de Ken Loach
- 2012 : Au-delà des collines (Dupa dealuri) de Cristian Mungiu
- 2012 : Shadow Dancer de James Marsh
- 2013 : Les Salauds de Claire Denis
- 2013 : Only God Forgives de Nicolas Winding Refn
- 2013 : La Vie d'Adèle d'Abdellatif Kechiche
- 2015 : Love de Gaspar Noé
- 2021 : Oxygène d'Alexandre Aja
- 2021 : Flag Day de Sean Penn
- 2021 : My Son de Christian Carion
- 2022 : Coupez ! de Michel Hazanavicius
- 2022 : Rebel d'Adil El Arbi et Bilall Fallah
- 2025 : Prosper de Yohann Gloaguen